# 三宅康高
三宅 康高（みやけ やすたか）は、三河田原藩の第4代藩主。田原藩三宅家7代。
宝永7年（1710年）4月4日、第3代藩主・三宅康徳の長男として生まれる。享保11年（1726年）12月18日、従五位下・備前守に叙位・任官する。延享2年（1745年）8月8日、父の隠居により家督を継いだ。
藩財政再建を目指すが、火事などが相次ぎ、さらに日光祭礼奉行や江戸城門番などの公役などによる出費も小藩における財政圧迫をなして再建はならなかった。宝暦5年（1755年）8月28日、婿養子で従弟の康之に家督を譲って隠居する。9月18日には剃髪して、巣鴨の下屋敷に居住した。
その後は茶人として活動した。もともと文化人としての才能があったため、南坊流10世の宗匠となり、諸大名の茶道の師匠となっている。寛政3年（1791年）3月14日、江戸で死去した（江戸幕府の死亡届では3月21日である）。享年82。

## 系譜
父母
- 三宅康徳（父）
- 野村氏、華香院 ー 側室（母）

正室、継室
- 秋江院 ー 松平忠喬の娘（正室）
- 法林院 ー 松平信庸の娘（継室）

側室
- 永秀院 ー 小山氏
- 千恵
- 歌代
- 義松
- 於恵津

子女
- 三宅藤太郎（長男）
- 三宅康寿（次男）
- 三宅虎五郎
- 於勝（三宅康之正室）
- 於里
- 於峰（大久保忠真室）
- 於為
- 於鍋
- 於好
- 於仲
- 於勇（植村政之助室）
- 中島勝明室

養子
- 三宅康之 ー 松平近貞の次男